# 五角大楼
五角大楼（英語：The Pentagon）是美国国防部所在地，位于华盛顿特区西南方的維珍尼亞州阿灵顿县，毗邻华盛顿特区。由于其特殊的职能，所以有时“五角大楼”一词不仅仅代表这座建筑本身，也常常用作美国国防部、甚至美國軍事當局的代名词。
五角大楼由美国建筑师乔治·贝格斯特罗姆（1876年—1955年）设计，来自宾夕法尼亚州费城的建筑商约翰·麦克沙恩承建。五角大楼于1941年9月11日动土起建，1943年1月15日完成。工程项目负责人是布里恩·萨默维尔将军，而莱斯利·格罗夫斯上校作为军方负责人全程监督了建设过程。
五角大楼是世界上建筑面积最大的单体办公楼，其总建筑面积达650万平方英尺（合60.4万平方米），其中办公面积为370万平方英尺（合34.4万平方米）。大约有23,000名军方人士及文职人员在五角大楼工作，另外还有约3,000名非国防志愿者在五角大楼服务。
五角大楼共有五个外立面，建筑分为地上五层，地下两层，每层由内至外共有5个环状走廊，走廊总长度达到17.5英里（合28.2公里）。在其中心建有一个总面积为5英亩（合20,000平方米）的中央广场，中央广场也呈五边形，非正式名稱為「原爆点」，此名称来源于冷战时期，当时曾假设苏联会对美国进行核打击，而五角大楼即为假定的打击目标之一。
2001年9月11日，刚好在五角大楼动土起建60年纪念日当天，九一一恐怖袭击事件发生，遭到恐怖分子劫持的美国航空77号航班撞入五角大楼西侧坠毁，造成机上58名乘客（包括5名恐怖分子），6名机组人员，和地面125名五角大楼工作人员，共计189人丧生。

## 历史

### 建设历程

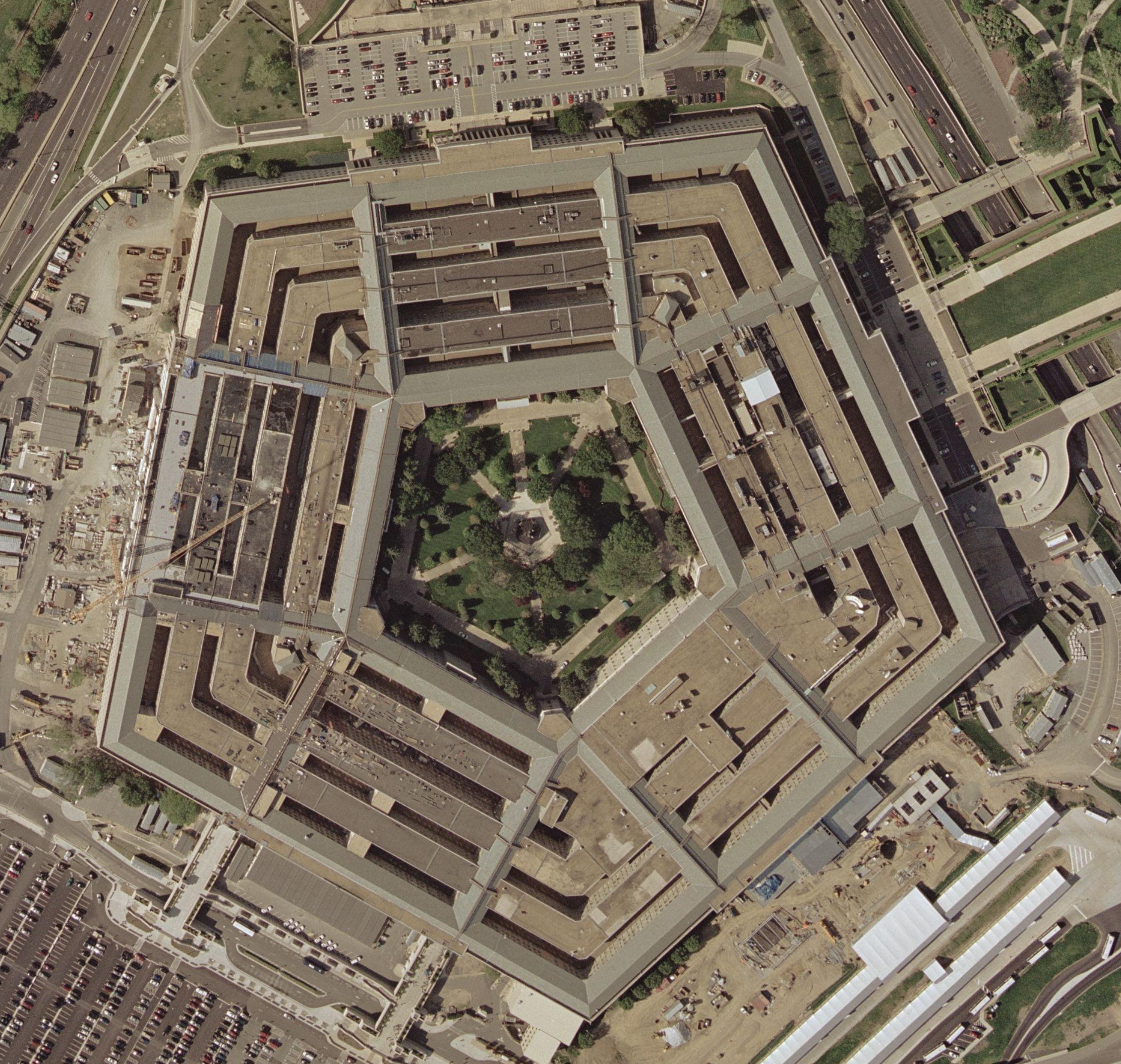
五角大楼的空照圖

在五角大楼建设之前，美国战争部的主要办公地点设在军需大厦，该建筑于第一次世界大战期间兴建在华盛顿特区憲法大道 国家广场上。战争部本是一个用以管理指挥美国军队的机构，但是其办公地点除军需大厦外，还零散分布于华盛顿特区以及马里兰州和弗吉尼亚州等数个地点。1930年代末期，一座新的战争部大楼——哈里·S·杜鲁门大楼兴建于雾谷的C大街、第21大街处，但是新大楼在投入使用后，依然没有满足该部门日益庞大的办公需求，后来杜鲁门大楼被美国国务院入驻使用。
第二次世界大战在欧洲爆发以后，美国战争部规模的迅速扩充与办公条件的局限性矛盾日益凸显，时任战争部长的亨利·刘易斯·史汀生认为部门的迅速扩编和军需大厦的拥挤程度已经无法满足工作需要。
1941年5月，史汀生向总统富兰克林·罗斯福提出，战争部需要额外的更多办公空间。1941年7月17日，在一次由来自弗吉尼亚州的国会议员克利夫顿·伍德拉姆组织的国会听证会上，尤金·雷博尔德准将作为战争部的代表，递交了一份关于兴建新的战争部办公建筑的议案，提出了关于战争部办公空间问题的“整体解决方案”，他指出需要兴建新的办公建筑而不是继续将办公地点分配到更多的临时建筑中去。
雷博尔德的议案在五天之内就得到了国会的同意，战争部办公大楼的建设提上日程，由布里恩·萨默维尔将军负责制定计划。

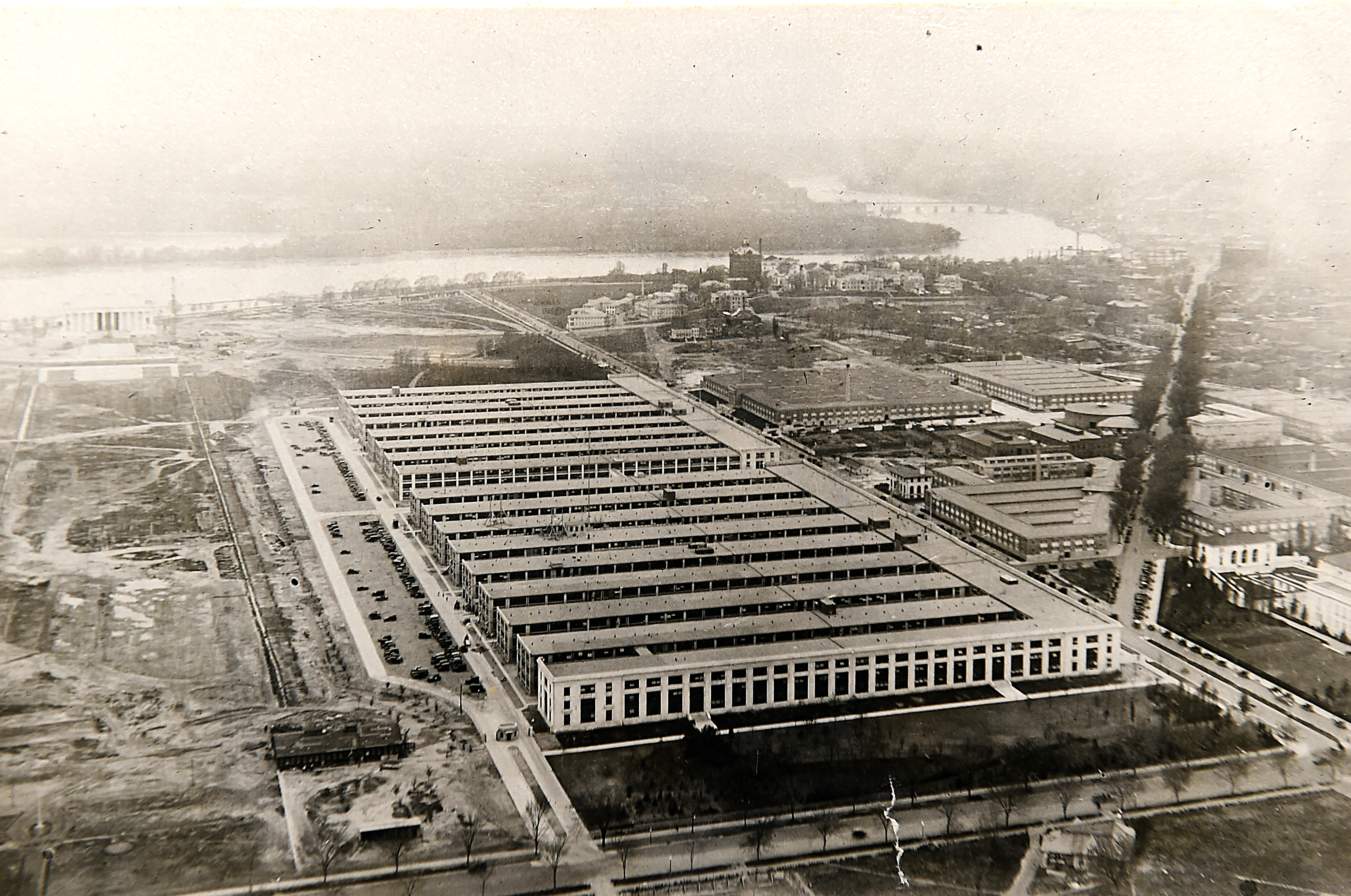
海军主楼（Main Navy Building，前景）和弹药大楼（Munitions Building）是在一战时建设于国家广场上的临时建筑，弹药大楼在战争部迁往五角大楼前几年内是该部的办公建筑。

政府官员都一致认为新战争部要建设在跨过波托马克河的阿灵顿县境内，为了减少钢材的使用量，建筑高度不宜超过四层。这样的要求意味着新的办公大楼不需追求高度，却要占用很大的面积。可能建设新建筑的位置包括毗邻阿灵顿国家公墓的阿灵顿农场、已经废弃使用的胡佛飛行場原址等处。
该建筑的外部形状因最初选址在阿灵顿农场建设而被限定为五边形，然而富兰克林·罗斯福总统最终决定将其修建在胡佛飛行場旧址处，因为总统不希望新的建筑物阻碍了从华盛顿特区眺望阿灵顿国家公墓的视线。虽然建设地点发生了变化，但是却保留了原来的设计，这主要是由于两个原因，重新设计方案代价高昂和罗斯福总统对原有设计方案十分满意。新建筑的建设从阿灵顿农场的地形限制中解脱出来，因此把原有设计的五边形微调成正五边形。
7月28日，美国国会正式批准了关于在阿灵顿县境内兴建新的战争部办公大楼的提案，这一新的办公大楼将使该部的所有部门和分支机构集中到一处办公。9月2日，罗斯福总统签署同意了在胡佛飛行場旧址的兴建计划。
虽然这一兴建计划在1941年7月下旬就通过了相关的审批程序，布里恩·萨默维尔将军还是选择了曾经承建过位于华盛顿特区的华盛顿阿灵顿国家机场、杰斐逊纪念堂等大型工程的宾夕法尼亚州建筑商约翰·麦克沙恩，以及建设了位于马里兰州贝塞斯达的美国国家海军医疗中心（2005年11月合併為華特·里德國家軍事醫療中心）来自弗吉尼亚州的维斯承包公司（Wise Contracting Company）多伊尔和罗素。
除了胡佛机场和其周边的政府用地之外，兴建五角大楼还花费220万美元额外征用了287英亩（合1.16平方公里）的土地。这里原住有的都是处于社会最底层的贫苦市民，围绕在弗吉尼亚州244号公路两侧分布着当铺、工厂和大约150个家庭以及其他建筑物。为了建设五角大楼，这些建筑统统被清理。随后，300亩（合1.2平方公里）的土地被转而用于阿灵顿国家公墓和迈尔堡的建设，287英亩（合1.16平方公里）的土地用于五角大楼的建设。

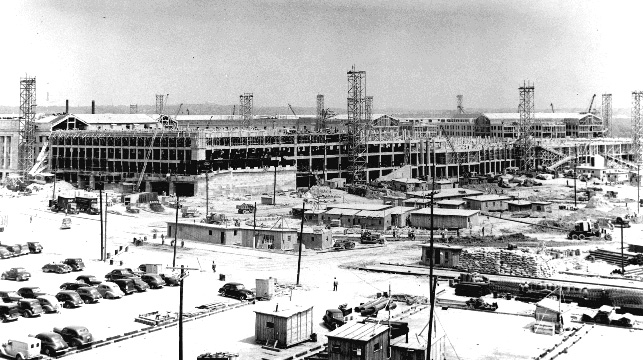
1942年7月1日，正在建设中的五角大楼西北侧立面。

麦克沙恩和其他承包商于9月11日最后确定，五角大楼建设的合同总额为3,110万美元，而在同一天，五角大楼工程正式开工建设。在设计要求当中，萨默维尔要求建筑结构应满足地板高达每平方英尺150磅的承载负荷，并建设成为战争期间和战后一段时间内的档案记录存储设施。由于五角大楼建设时正值第二次世界大战期间，钢铁十分短缺，所以只有少量的钢铁供给用于五角大楼的建设，而与此相反，五角大楼的混凝土结构建设却用掉了从波托马克河河床内挖出的68万吨沙子，因此，在五角大楼下游区域，波托马克河形成的一个巨大的新潟湖。另外，由于减少钢材的使用量，五角大楼内部的层与层之间更多的以修建坡道的方式连接，这样就减少了电梯的安装使用量。五角大楼采用了印第安纳石灰石作为外立面的装修材料。
五角大楼的建筑结构设计工作是与工程建设同步进行的，1941年10月初完成了初步的图纸设计，而在1942年的6月1日才完成了绝大多数的设计工作。在建设时采用了许多与设计当中不同的材料，使建设工作超越了先前的设计。1941年12月7日，日本偷袭珍珠港，来自各方面的压力迫使设计和建设工作大大提速。1942年4月1日，萨默维尔要求五角大楼在原有设计的基础上新增加100万平方英尺（合9.3公顷）的建筑空间。4月11日，在贝格斯特罗姆因其他与五角大楼无关的设计酬金问题和政府发生分歧而辞职之后，美国建筑师学会的会长戴维·韦特默（David J. Witmer）取代他成为了五角大楼工程新一任的总设计师。
五角大楼建设于波托马克河的漫滩上，因而特殊的土壤条件给工程师提出的很大挑战。整个建筑地块的海拔高度也不尽相同，介于10至40英尺（合3至12米）之间，所以修建了两座巨大的挡土墙用以弥补海拔高度的差别，并打下桩基来处理土壤条件。全部工程耗时16个月，共耗资8,300万美元完成，其建筑高度为77英尺（合23米），五个外立面每侧长度为921英尺（合281米）。

### 抗议活动

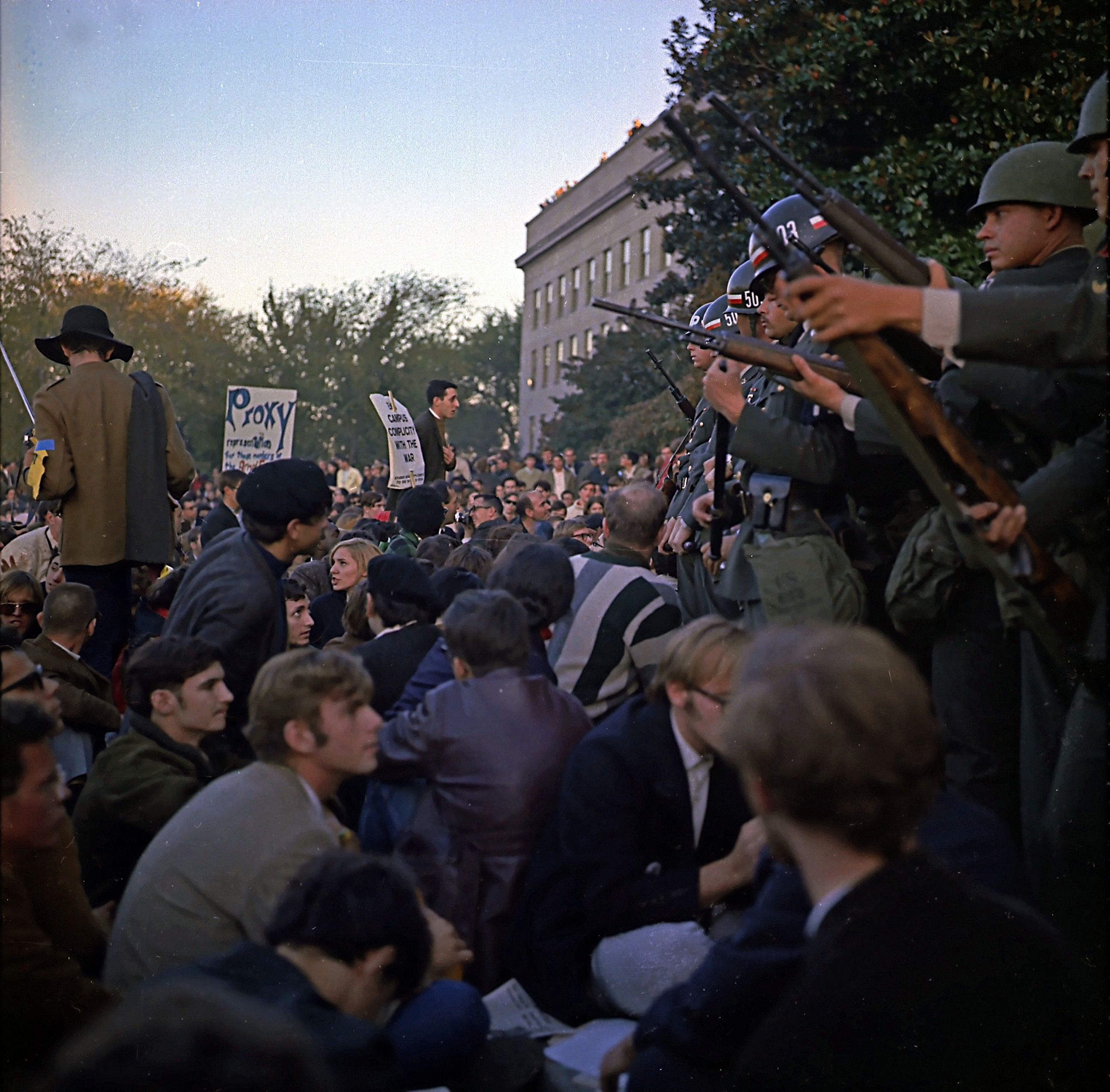
1969年10月21日，越南战争期间，美國陸軍憲兵隊在五角大楼出口处警戒静坐示威人群。

在1960年代后期，五角大楼成为了反对进行越南战争的抗议活动地点。1967年2月15日，一个名为“为了和平妇女罢工”（Women Strike for Peace）的组织，在国防部长罗伯特·麦克纳马拉出国访问期间，组织了大约2,500名妇女在五角大楼举行了抗议示威活动。1967年5月，20名抗议者连续在参谋长联席会议办公室外静坐示威，在持续了四天之后被逮捕。另一个较著名的事件是，1967年10月21日，大约35,000名反战人士在一个名为“越南战争終戰全国动员委员会”（National Mobilization Committee to End the War in Vietnam）的组织动员下，在五角大楼聚集示威（历史上称为“五角大楼行军”，March on the Pentagon），并与大约2500名全副武装的士兵对峙。抗议活动过程中，一幅著名的摄影作品流传下来——乔治·哈里斯(藝名:Hibiscus)将一束康乃馨插到了士兵的枪管中。1972年5月19日，越南战争末期，美国极左翼组织“地下气象员”在五角大楼第四层的女廁中安置了炸弹并引爆，并宣称这一针对尼克松政府的袭击行动是为了抗议美国轰炸北越首都河内。2007年3月17日，大约4,000至15,000名（来源不同的估算数字有很大差异）反战人士从林肯纪念堂启程，穿越华盛顿大道来到五角大楼北侧停车场，以游行示威的方式抗议美国政府的伊拉克政策，反对发动伊拉克战争。

### 裝修
從 1998 年到 2011 年，五角大樓被徹底拆除並分階段重建，以使其達到現代標準並提高安全性和效率。 石棉被移除，所有辦公室窗戶都被密封。 
最初建造時，五角大樓的大部分辦公空間都由跨越整個環的開放式隔間組成。 這些辦公室使用交叉式通風良好可操作窗戶代替空調進行冷卻。 漸漸地，隔間被細分為私人辦公室，其中許多辦公室開始安裝窗式空調裝置 。  2011年6月翻修完成，新空間包括開放式辦公區的回歸、由 Studios Architecture 開發的標準化辦公家具和隔斷的新通用空間計劃。 

### 九一一恐怖袭击

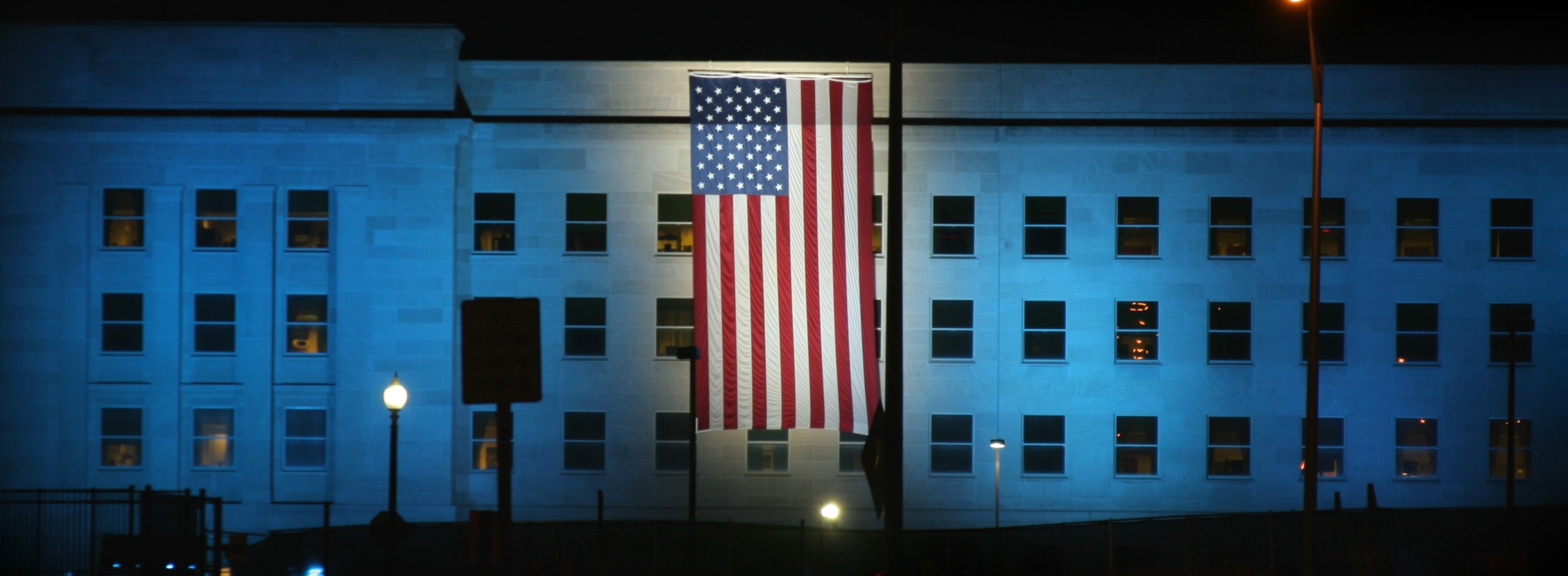
九一一事件一周年时的五角大楼。

2001年9月11日，基地组织的五组恐怖分子劫持了客机，其中一组劫持了原定由华盛顿杜勒斯国际机场飞往洛杉矶国际机场的美国航空77号航班，恐怖分子驾驶飞机于美国东部时间上午9:37撞入了五角大楼西侧，造成飞机上的64人全部罹难，五角大楼建筑结构遭到严重破坏，在撞击和随后引发的大火中，部分建筑结构发生了坍塌。因事件发生时五角大楼受撞击区域正在进行结构整修，还未完全开放，所以伤亡人员较少，但是仍有125名五角大楼工作人员在袭击中丧生，其中包括時任美國陸軍副參謀長（人事），中將提摩西·莫德，他也是在911恐襲中喪生的美國最高軍銜者，以及自1945年6月18日在沖繩島戰役陣亡的小西蒙·玻利瓦爾·巴克納後首位死於外人之手的中將。
该区域本可容纳4,500人办公，而当时仅有800人因工作原因还在此处办公。受撞击区域正好面向直升机坪入口处，是最容易受到此类袭击的部分。俄克拉何马城爆炸案后，五角大楼该区域开始进行翻新加固改造，77号航班撞击时，改造工程几近完成。
这是五角大楼内唯一安装了自动喷淋灭火系统的区域，重建过程中贯穿整个建筑五层的竖向钢梁有效地抵御和缓解了爆炸的冲击，使墙体倒塌的时间延缓了30分钟——这足以让数百人在贴近地面的有效高度内爬出，前往安全地带。遭受飞机袭击的区域安装有2英寸厚，每块2,500磅的防爆窗，在飞机撞击及随后引起的火灾中保存完好。袭击中安全门自动打开，新建的逃生通道可以将人们疏散出去。

遭受袭击后，承包商已经对受损的部分进行了翻新重建，这一计划外的项目被命名“凤凰计划”（Phoenix Project）。2002年9月11日，凤凰计划工程完成，此后五角大楼还将进行长时间的加固和改造，工程持续至2010年，以便增强其抵御爆炸等恐怖袭击和其他灾害事故的能力。
在五角大楼受损部分重建的时候，一个位于遭受客机撞击部位的小型室内纪念馆和教堂的建设也同时启动。九一一恐怖袭击事件五周年纪念日当天，184束纪念灯光从五角大楼中心的原爆点广场射向天空，每一束灯光代表了一位在五角大楼遭受撞击事件中不幸罹难的人。此外，每年的9月11日，遭受撞击的一侧立面外都会悬挂巨幅的美国国旗，而在夜间这一侧立面则以蓝色的灯光进行照射。袭击发生后的2006年，兴建了一个室外的纪念園——五角大楼纪念园，纪念地面积2英亩（约8,100平方米），在纪念地内设置有184座长椅，每一張長椅根据罹难者的年龄（从3岁至71岁）排列，纪念地于2008年9月11日开始向公众开放。

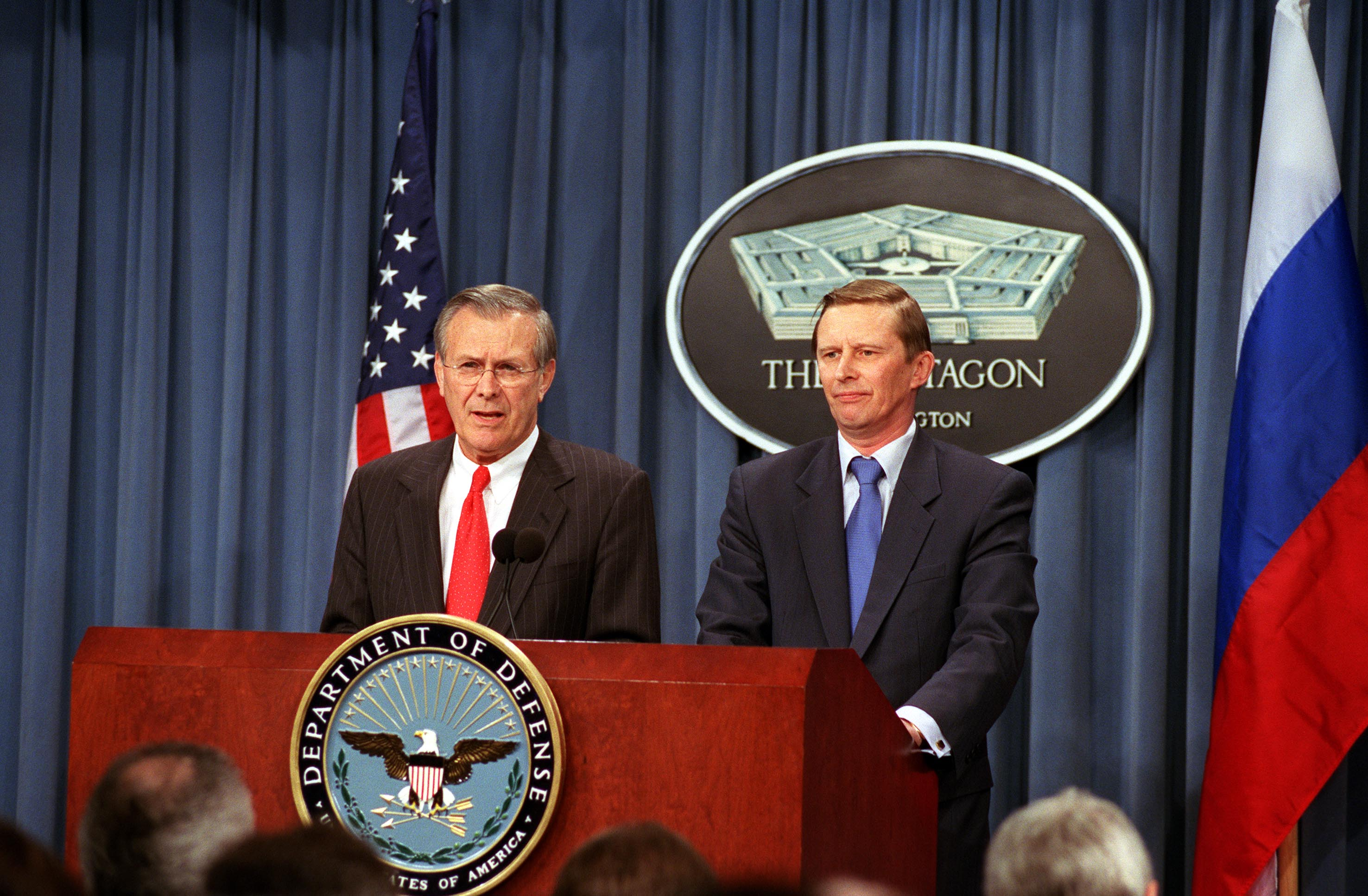
2002年美國國防部長唐纳德·拉姆斯菲尔德（左）與俄羅斯國防部長謝爾蓋·伊萬諾夫（右）召開聯合記者會

### 引用
1. ↑  Steve Vogel, The Pentagon: a History （2003）。
2. ↑  . Greatbuildings.com.   [2008-10-26]. （原始内容存档于2008-10-15）.
3. 1 2 3  The Pentagon, Facts & Figures （页面存档备份，存于） （2008年1月19日访问）
4. ↑  . United States Department of Defense. 2006-09-20  [2010-05-06]. （原始内容存档于2010-05-30）. 'It's rumored that a portion of their (Soviet) nuclear arsenal was directed at that building, the Pentagon hot dog stand,' tour guides tell visitors as they pass the stand. 'This is where the building earned the nickname Cafe Ground Zero, the deadliest hot dog stand in the world.'
5. ↑  DefenseLink.mil – Pentagon Memorial Dedication （页面存档备份，存于） （2009年5月27日访问）
6. ↑  Goldberg (1992), p. 6–9
7. ↑  . United States Army Center of Military History. 1992  [2008-10-17]. （原始内容存档于2007-12-28）.
8. ↑  . Naval History & Heritage Command（英语：Naval History & Heritage Command）.   [2008-10-17]. （原始内容存档于2001-10-05）.
9. ↑  Vogel (2007), pp. 29–33
10. ↑  Vogel (2007), pp. 35–37
11. ↑  Bureau of Public Roads memorandum, October 25, 1960 （页面存档备份，存于）.
12. ↑  .   [2005-12-04]. （原始内容存档于2005-11-29）.
13. ↑  Vogel, Steve. . Washington Post. 2007-05-27: W16  [2007-05-26]. （原始内容存档于2020-11-20）.
14. ↑  Roig-Franzia, Manuel. . The Washington Post. 2010-05-13  [2010-05-25]. （原始内容存档于2020-08-07）.
15. ↑  Goldberg (1992), p. 22
16. 1 2  Goldberg (1992), p. 33
17. ↑  Goldberg (1992), p. 29
18. 1 2  Goldberg (1992), p. 34
19. ↑  Vogel (2007), p. 131
20. ↑  Goldberg (1992), p. 35; p. 44
21. ↑  McGrath, Amanda. . The Washington Post. 2007-05-26  [2011-01-16]. （原始内容存档于2020-11-03）.
22. ↑  Goldberg (1992), p. 52–53
23. ↑  Owens, Jim. . Mining Engineering. February 2005, 57 (2): 21–26.
24. ↑  Goldberg (1992), p. 39–42
25. ↑  Goldberg, p. 36
26. ↑  Goldberg (1992), p. 47; p. 52
27. ↑  .   [2011-01-16]. （原始内容存档于2011-08-24）.
28. ↑  White, Jean M. . Washington Post. 1967-02-16.
29. ↑  Auerbach, Stuart. . Washington Post. 1967-05-13.
30. ↑  . The Washington Post. 2007-03-18  [2010-05-25]. （原始内容存档于2020-10-06）.
31. ↑  Jacobs, Ron. . Verso. 1997: 142.
32. ↑  "8 Years After Start of War, Anger Reigns", Washington Post, 2007-03-17 page A1
33. ↑  Vogel, Steve. . The Washington Post. 2011-06-22: 1.
34. ↑  .   [2006-10-09]. （原始内容存档于2006-10-04）.
35. ↑  . Judicial Watch.   [2011-01-16]. （原始内容存档于2009-02-12）.
36. ↑  Isikoff, Michael; Daniel Klaidman. . Newsweek. 2002-06-10  [2009-10-22]. （原始内容存档于2009-10-31）.
37. ↑  Carlson, John (September 11, 2013). "9/11 a day of remembrance" Archive.today的存檔，存档日期2013-09-18. The Star Press. Muncie, Indiana.
38. 1 2  Schrader, Esther. . Los Angeles Times. 2001-09-16  [2010-02-25]. （原始内容存档于2010-01-06）.
39. ↑  . 9-11 Research.   [2010-02-25]. （原始内容存档于2020-11-13）.
40. ↑  . globalsecurity.org.   [2010-02-25]. （原始内容存档于2001-09-22）.
41. ↑  .   [2005-12-04]. （原始内容存档于2006-05-08）.
42. ↑  Childs, Nick. . BBC News. 2002-08-15  [2005-12-04]. （原始内容存档于2006-02-11）.
43. ↑  . Pentagon.afis.osd.mil.   [2008-10-26]. （原始内容存档于2008-12-11）.
44. ↑  Pentagon Memorial （页面存档备份，存于） Web site
45. ↑  Official press release （页面存档备份，存于） at the United States Department of Defense
46. ↑  Wilgoren, Debbie; Nick Miroff, Robin Shulman. . The Washington Post (The Washington Post Company). 2008-09-11  [2008-09-11]. （原始内容存档于2011-08-20）.